# لویسمی کروز
لویسمی کروز (انگلیسی: Luismi Cruz؛ زادهٔ ۲۳ مهٔ ۲۰۰۱) بازیکن فوتبال است که در پست وینگر برای بارسلونا اتلتیک (به صورت قرضی از سویا) بازی می‌کند.
وی همچنین در تیم ملی فوتبال زیر ۱۶ سال اسپانیا بازی کرده‌است.